# محمد جابر (لاعب كرة قدم إماراتي)
محمد جابر مواليد 28 يناير 1989، لاعب كرة قدم إماراتي يجيد اللعب في الدفاع.

## مسيرة اللاعب
كانت بداياته مع نادي بني ياس و إنتقل إلى نادي الأهلي عام 2016 وبعد دمج أندية الأهلي و نادي الشباب ونادي دبي تحت مسمى نادي شباب الأهلي تم ضمه إلى نادي شباب الأهلي و تمت إعارته إلى نادي الشارقة ونادي بني ياس و انتقل إلى نادي الوصل في عام 2022 و انتقل إلى نادي عجمان في صيف 2023.

## روابط خارجية
- محمد جابر على موقع Soccerway.com (الإنجليزية)